# 姚耕兒
姚耕兒（?—?），五胡十六国后秦的君主姚兴的幼子。
416年，姚兴病重，他的妹妹南安长公主探病问候，姚兴没有回答。姚兴幼子姚耕儿出宫，告诉哥哥姚愔：“君父已经驾崩，应快定对策。”姚愔和尹冲率军进攻端门，敛曼嵬、胡翼度等人率军紧闭宫门拒守。姚愔派精兵登上门楼，沿着屋檐前进，到了马道的地方。太子姚泓抵抗姚愔，姚愔大败。第二天，姚兴去世。姚泓封锁姚兴死讯，下令捕杀姚愔和姚愔党羽吕隆（原为后凉末代天王）。